# Ripa (torrente)
La Ripa  (Il Ripa su alcune vecchie pubblicazioni) è un torrente che scorre in Piemonte. Affluente della Dora Riparia, nasce nel comune di Sauze di Cesana, in Valle Argentera (detta anche Valle della Ripa).

## Percorso
La Ripa nasce in comune di Sauze di Cesana (TO) tra la Cima Roudel (2.994 m s.l.m.) e la Punta della Scodella (2895 m.s.l.m.) e dirigendosi verso nord-ovest forma la Valle Lunga.
A quota 1.928 m.s.l.m. riceve da sinistra il contributo del Rio del Gran Miôl, che raccoglie le acque provenienti dalla zona del Gran Queyron. Ancora con andamento verso nord-ovest la Ripa bagna la Valle Argentera, contornata su entrambi i lati da alte cime, e perde quota fino a raggiungere l'ampia conca di Sauze di Cesana.
A questo punto il torrente aggira il versante settentrionale della Cima del Bosco e, in corrispondenza dell'abitato di Bousson, riceve da sinistra l'importante contributo del Thuras, suo principale tributario.
A Cesana Torinese si unisce infine alla Piccola Dora dando origine alla Dora Riparia, uno dei maggiori affluenti piemontesi del Po.

## Affluenti principali
- In sinistra idrografica:
  - Rio del Gran Miôl - raccoglie le acque provenienti dal vallone omonimo, che culmina con il Gran Queyron;
  - Rio del Pelvo - scende dalla Cima del Pelvo e confluisce nella Ripa a monte delle rovine della borgata Troncea (1.850 m.s.l.m. circa);
  - Torrente Thuras.
- In destra idrografica:
  - Rio Colombiera - nasce dal vallone dominato dal Monte Platasse e dal Monte Giornalet e sfocia nella Ripa nei pressi di Brusà del Plan;
  - Rio Merdarello - nasce poco a sud di Sestriere e, dopo aver attraversato Grange Sises, si getta nella ripa a Sauze di Cesana.

## Attività sportive
Il torrente dal 1994 è sede della gara di canottaggio Carton rapid race.